# یواس‌اس ال‌اس‌تی-۷۱۳
یواس‌اس ال‌اس‌تی-۷۱۳ (به انگلیسی: USS LST-713) یک کشتی بود که طول آن ۳۲۸ فوت (۱۰۰ متر) بود. این کشتی در سال ۱۹۴۴ ساخته شد.